# 이와키 시게타카 (에도 시대)

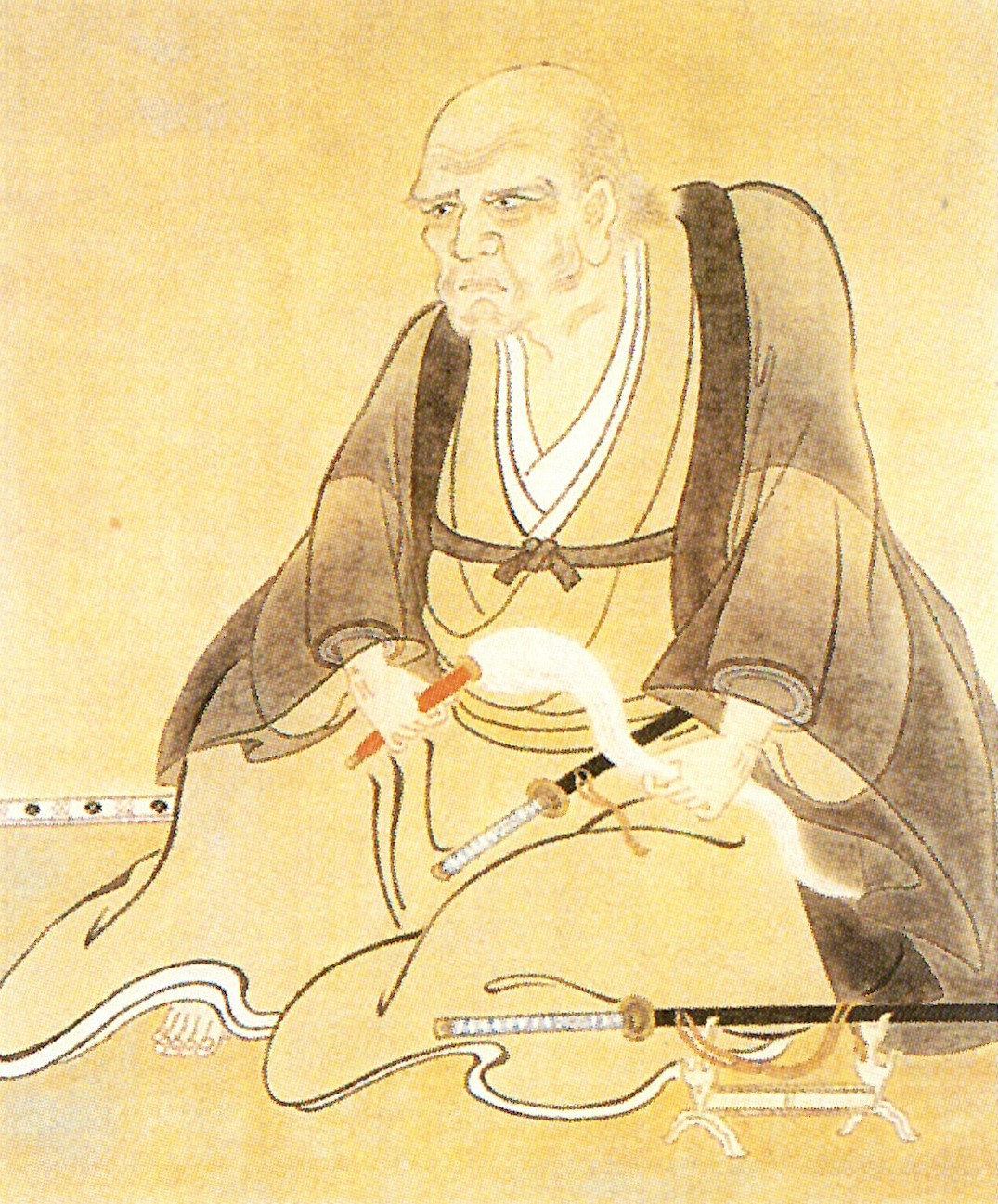
이와키 시게타카

이와키 시게타카(일본어: 岩城重隆, 1628년 2월 19일 ~ 1708년 1월 3일)는 일본 에도 시대의 다이묘로, 가메다번의 3대 번주이다. 선대 번주인 이와키 노부타카의 맏아들이다. 통칭은 쇼지로(庄次郎), 사쿄(左京)이며, 월봉공(月峰公)이라고도 불렸다. 관위는 종5위하, 이요노카미이다.
간에이 11년(1634년) 3월 28일, 쇼군 도쿠가와 이에미쓰를 알현하였다. 메이레키 2년(1656년) 7월 25일 아버지 노부타카가 은거하자, 가문을 계승하여 번주가 되었다. 같은 해 12월 26일에 종5위하 이요노카미에 서임되었다. 농지 개간과 조카마치 정비 등을 행하여 명군으로 알려졌다.
덴나 원년(1681년), 적자인 가게타카를 소행이 나쁘다고 하여 은거소에 유폐시켰다. 겐로쿠 9년(1696년), 가신들의 호소에 따라 가게타카를 사면하려 하였으나, 직전에 가게타카가 병으로 사망하였다. 이를 슬퍼한 시게타카는 아들의 공양을 위하여 염불당을 건립하였다고 한다. 하지만 이어서 적통이 된 손자 히데타카도 폐적하여, 양자를 맞이하려고 하였다. 호에이 원년(1704년), 시게타카는 은거하였고, 폐적되었던 손자 히데타카에게 가문을 계승하게 하였다. 그리고 호에이 4년 12월 11일에 80세의 나이로 사망하였다.
| 전임 이와키 노부타카 | 제3대 가메다번 번주 1656년 ~ 1704년 | 후임 이와키 히데타카 |